# Generator kwarcowy
Generator kwarcowy – układ z rodziny generatorów LC pozwalający na osiągnięcie dużej stałości częstotliwościowej. Stosowany jest tam rezonator kwarcowy, który dla częstotliwości pomiędzy częstotliwością równoległą a szeregową wykazuje właściwości indukcyjne i może być stosowany w układzie jako element indukcyjny. Generatory, w których częstotliwość generowanego przebiegu jest stabilizowana za pomocą rezonatora, mają zwykle bardzo mały zakres przestrajania. Przestrajanie wykonywane jest dołączając do rezonatora kwarcowego szeregowo lub równolegle kondensatory o małej pojemności. Zastosowanie rezonatorów kwarcowych zapewnia bardzo dużą dobroć obwodu rezonansowego.

## Układy pracy
Rezonator kwarcowy może pracować w dwóch układach:
1. Generatora, w którym rezonator wykorzystywany jest jako sprzęgający element selektywny o małej rezystancji. Jest to generator Butlera.
2. W układzie wykorzystującym rezonator jako indukcyjność zastępczą; jest to generator Pierce'a

## Zakres częstotliwości
Generatory kwarcowe umożliwiają wytwarzanie sygnału o częstotliwościach od 10 kHz do 200 MHz.

## Zastosowanie
Stosowane są one m.in. w zegarach kwarcowych, układach taktujących, układach impulsowych, a także wzorcach częstotliwości.